# Lecanodiaspis africana
Lecanodiaspis africana är en insektsart som först beskrevs av Robert Newstead 1911.  Lecanodiaspis africana ingår i släktet Lecanodiaspis och familjen Lecanodiaspididae. Inga underarter finns listade i Catalogue of Life.